# Patroonschap
Een patroonschap was een subkolonie in het voormalige Nieuw-Nederland, die onder het bestuur stond van een patroon.
In 1629 stelde de West-Indische Compagnie de "Vrijheden en Exemptiën" vast, die een nieuwe vorm van kolonisatie introduceerde. Onder deze order werd het vormen van patroonschappen mogelijk, entiteiten met lokaal bestuur en landeigendom, die verantwoording schuldig waren aan de directeur-generaal van de kolonie. Hoewel ze formeel konden ingrijpen, hadden directeuren-generaal in de praktijk weinig invloed op de patroonschappen.